# 宮守村
宮守村（みやもりむら）は、2005年（平成17年）まで岩手県上閉伊郡に存在していた村である。現在の遠野市宮守町上宮守・宮守町下宮守・宮守町達曽部・宮守町上鱒沢・宮守町下鱒沢にあたる。

## 地理
- 河川：猿ヶ石川、宮守川、達曽部川、小友川、赤沢川

## 沿革
- 1889年（明治22年）4月1日 - 町村制施行に伴い、上宮守村と下宮守村が合併して西閉伊郡宮守村が発足。
- 1897年（明治30年）4月1日 - 郡制の施行により、西閉伊郡と南閉伊郡の区域をもって上閉伊郡が発足[2]。上閉伊郡宮守村となる。
- 1955年（昭和30年）2月11日 - 達曽部村・鱒沢村と合併し、新制の宮守村が発足。
- 2005年（平成17年）10月1日 - （旧）遠野市と合併し、新制の遠野市の一部となる。

## 行政

### 歴代村長
- 「昭和の大合併」以前

| 代 | 氏名         | 就任                      | 退任                       | 備考 |
| -- | ------------ | ------------------------- | -------------------------- | ---- |
| 1  | 伊藤門治     | 1889年（明治22年）6月4日  | 1918年（大正7年）1月25日   |      |
| 2  | 照井愛助     | 1918年（大正7年）5月1日   | 1922年（大正11年）4月30日  |      |
| 3  | 太田代作太郎 | 1922年（大正11年）5月31日 | 1927年（昭和2年）1月20日   |      |
| 4  | 菊池盛一郎   | 1927年（昭和2年）2月12日  | 1935年（昭和10年）2月18日  |      |
| 5  | 河野芳忠     | 1935年（昭和10年）2月19日 | 1939年（昭和14年）2月18日  |      |
| 6  | 太田代策司   | 1939年（昭和14年）3月31日 | 1943年（昭和18年）3月30日  |      |
| 7  | 佐々木明     | 1943年（昭和18年）4月8日  | 1943年（昭和18年）5月29日  |      |
| 8  | 河野芳忠     | 1943年（昭和18年）7月19日 | 1946年（昭和21年）11月20日 | 再任 |
| 9  | 熊谷詩郎     | 1947年（昭和22年）4月5日  | 1955年（昭和30年）2月10日  |      |

- 「昭和の大合併」以後

| 代 | 氏名       | 就任                      | 退任                      | 備考 |
| -- | ---------- | ------------------------- | ------------------------- | ---- |
| 1  | 伊藤武志   | 1955年（昭和30年）3月19日 | 1959年（昭和34年）3月18日 |      |
| 2  | 伊藤武志   | 1959年（昭和34年）3月19日 | 1963年（昭和38年）3月18日 |      |
| 3  | 伊藤武志   | 1963年（昭和38年）3月19日 | 1967年（昭和42年）3月18日 |      |
| 4  | 伊藤武志   | 1967年（昭和42年）3月19日 | 1971年（昭和46年）3月18日 |      |
| 5  | 佐々木康治 | 1971年（昭和46年）3月19日 | 1975年（昭和50年）3月18日 |      |
| 6  | 佐々木康治 | 1975年（昭和50年）3月19日 | 1979年（昭和54年）3月18日 |      |
| 7  | 佐々木康治 | 1979年（昭和54年）3月19日 | 1983年（昭和58年）3月18日 |      |
| 8  | 佐々木康治 | 1983年（昭和58年）3月19日 | 1987年（昭和62年）3月18日 |      |
| 9  | 佐々木康治 | 1987年（昭和62年）3月19日 | 1991年（平成3年）3月18日  |      |
| 10 | 佐々木康治 | 1991年（平成3年）3月19日  | 1992年（平成4年）12月13日 |      |
| 11 | 照井春雄   | 1993年（平成5年）1月31日  | 1997年（平成9年）1月30日  |      |
| 12 | 照井春雄   | 1997年（平成9年）1月31日  | 2001年（平成13年）1月30日 |      |
| 13 | 佐々木廣   | 2001年（平成13年）1月31日 | 2005年（平成17年）1月30日 |      |
| 14 | 佐々木廣   | 2005年（平成17年）1月31日 | 2005年（平成17年）9月30日 |      |

## 教育
- 宮守村立宮守小学校
- 宮守村立達曽部小学校
- 宮守村立鱒沢小学校
- 宮守村立宮守中学校
- 岩手県立遠野高等学校情報ビジネス校

### 大字
| 大字名 | 読み         | 現在の大字名 | 郵便番号 |
| ------ | ------------ | ------------ | -------- |
| 上宮守 | かみみやもり | 宮守町上宮守 | 028-0301 |
| 上鱒沢 | かみますざわ | 宮守町上鱒沢 | 028-0302 |
| 下鱒沢 | しもますざわ | 宮守町下鱒沢 | 028-0303 |
| 下宮守 | しもみやもり | 宮守町下宮守 | 028-0304 |
| 達曽部 | たっそべ     | 宮守町達曽部 | 028-0305 |

## 交通

### 鉄道
- 東日本旅客鉄道（JR東日本）
  - 釜石線：岩根橋駅 - 宮守駅 - 柏木平駅 - 鱒沢駅 - 荒谷前駅

### バス
- 岩手県交通
  - 特急バス（釜石東前～盛岡駅前）[3]
  - 急行盛岡線（大船渡～盛岡バスセンター）[3]
  - 達曽部線（達曽部～役場）[3]
  - 達曽部線（役場～レナウン工場）[3]
- 早池峰バス
  - 上宮守線[3]
  - 白石線[3]
  - 小友線[3]

### 道路
- 一般国道
  - 国道107号
  - 国道283号
    - 道の駅：みやもり

  - 国道396号
- 一般県道
  - 岩手県道160号土淵達曽部線
  - 岩手県道161号達曽部下宮守線
  - 岩手県道178号下宮守田瀬線

## 観光
- 宮守川橋梁（めがね橋）
- コテージランドかしわぎ
- 宮守ブロイハウス
- 鱒沢やな場
- 寺沢高原
- 稲荷穴